# Блаунт, Маунтжой, 1-й граф Ньюпорт
Маунтжой Блаунт (англ. Mountjoy Blount, 1st Earl of Newport; около 1597 — 12 февраля 1666) — 1-й 1-й граф Ньюпорт с 1628 года, английский аристократ, придворный и политик, занимавший ряд должностей при Карле I Стюарте и поддерживавшим роялистов в Первой гражданской войне в Англии.

## Биография
Маунтджой Блаунт родился примерно в 1597 году. Он был одним из четырёх детей Чарльза Блаунта, 8-го барона Маунтжоя (1563—1606), и его любовницы Пенелопы Рич, леди Рич (1563—1607). Его мать была замужем за Робертом Ричем, 1-м графом Уориком; супруги расстались незадолго до рождения Маунтджоя, хотя развелись только в 1605 году. Двоюродным братом Блаунту приходился генерал парламентской армии Роберт Деверё, 3-й граф Эссекс, единоутробными братьями — Роберт Рич, 2-й граф Уорик, и Генри Рич, 1-й граф Холланд.
7 февраля 1627 года Маунтжой Блаунт женился на Анне Ботелер (1600—1669), племяннице Джорджа Вильерса, 1-го герцога Бекингема, близкого друга и фаворита Карла I. В этом браке родились пятеро детей, доживших до взрослых лет: Изабелла (1630—1655), Анна (1637—1651?), Маунтжой Блаунт, 2-й граф Ньюпорт (1630—1675), Томас Блаунт, 3-й граф Ньюпорт (1637—1675) и Генри Блаунт, 4-й граф Ньюпорт (1640—1679). Все трое сыновей умерли бездетными (источники сообщают, что они были умственно неполноценными).
Блаунт стал придворным короля Якова I, причём пользовался монаршей благосклонностью. Он был в составе свиты, сопровождавшей во Францию посла графа Карлайла. В июле 1628 года Блаунт получил титул графа Ньюпорта. Он участвовал в осаде Сен-Мартен-де-Ре в 1627 году, был взят в плен при Пон-дю-Фено 8 ноября, но вскоре после этого получил свободу. В чине контр-адмирала граф участвовал в неудачной экспедиции по освобождению Ла-Рошели в августе 1628 года; в последующие годы он долго хлопотал о возмещении понесённых расходов. Его пожизненное назначение мастером артиллерии было даровано 31 августа 1634 года; как и ожидалось в семнадцатом веке, он получил на этой должности кругленькое состояние. От продажи пороха по непомерным ценам через испанского посла для снабжения испанского флота, атаковавшего голландские войска в сентябре 1639 года, он присвоил 1000 фунтов стерлингов, а сам король — 5000 фунтов стерлингов.
По его собственным словам, он договорился с послом о высадке солдат испанского флота в Дюнкерке по тридцать шиллингов за голову, хотя король Карл предписывал соблюдать общественный нейтралитет. Его родственники, клан Рич-Деверё, были отождествлены с парламентской оппозицией в 1630-х годах. Хотя на Рождество 1639 года граф Ньюпорт участвовал вместе с королем в экстравагантном маскараде на тему Филогена, королевского «любителя народа», с возвращением Долгого парламента в следующем году, Ньюпорт постепенно присоединился к силам оппозиции в Палате лордов.
Поворотный момент наступил во время судебного процесса над графом Страффордом в 1641 году, когда полковник Джордж Горинг, лорд Горинг, раскрыл графу Ньюпорту дилетантский заговор офицеров-роялистов в Портсмуте, чтобы взять Лондон врасплох, захватить Тауэр и каким-то образом спасти короля. Лорд Джордж Горинг выдал заговор графу Ньюпорту, передавшему информацию Джону Пиму, который выдвинул её в самый драматичный и подходящий момент, запечатав судьбу Страффорда в билле о достижениях.
Когда в августе 1642 года началась Первая гражданская война в Англии, граф Ньюпорт служил в армии роялистов и принял участие во второй битве при Ньюбери в 1644 году. В январе 1646 года он был взят в плен и заключен в Лондоне условно-досрочно. После этого он мало участвовал в государственных делах. После реставрации Карла II Стюарта в 1660 году он восстановил часть своего прежнего влияния, но возраст и плохое здоровье брали свое.
12 февраля 1666 года Маунтжой Блаунт скончался в Сент-Олдейтсе, Оксфорд, куда отправился, чтобы избежать Великой Лондонской чумы, и был похоронен в Крайст-Черче, Оксфорд.